# Нојенхаген беј Берлин
Нојенхаген беј Берлин (њем. Neuenhagen bei Berlin) општина је у њемачкој савезној држави Бранденбург. Једно је од 45 општинских средишта округа Меркиш-Одерланд. Према процјени из 2010. у општини је живјело 16.690 становника. Посједује регионалну шифру (AGS) 12064336.

## Географски и демографски подаци
Нојенхаген беј Берлин се налази у савезној држави Бранденбург у округу Меркиш-Одерланд. Општина се налази на надморској висини од 58 метара. Површина општине износи 19,6 km². У самом мјесту је, према процјени из 2010. године, живјело 16.690 становника. Просјечна густина становништва износи 852 становника/km².